# Fuentesaúco
Fuentesaúco es un municipio y localidad española de la provincia de Zamora, en la comunidad autónoma de Castilla y León.
Se encuentra situada al sureste de la provincia de Zamora, en un lateral del valle del río Guareña, asentado a 803 m de altitud sobre una suave ladera que desciende hacia el curso del Arroyo de San Pedro, a 42 km de la ciudad de Zamora y a 36 km de Salamanca, adecuadamente comunicado a ambas ciudades mediante una red de autobuses que opera de lunes a viernes. Fuentesaúco está situado en la comarca de La Guareña, en la que centraliza muchos de los servicios de la misma, por lo que es considerada como cabeza comarcal.

## Toponimia
El topónimo de esta localidad aglutina los vocablos fuente, derivada de la palabra latina fons-fontis con la que se nombra al manantial de agua, y saúco, especie arbórea que da una flores blancas que se usan en la medicina como diaforético y resolutivo. El nombre ha sufrido variaciones a lo largo de los años y antes de llegar al actual se han documentado diversas versiones como Fuentelsauco, Fuente del Sauco o del Sabuco, entre otros.

## Geografía
Fuentesaúco está situado al sureste de la provincia de Zamora y enclavado en un lateral del valle del río Guareña, localizándose el núcleo urbano en una suave ladera que desciende hacia el curso del Arroyo de San Pedro, a 803 metros de altitud.
| Noroeste: Villamor de los Escuderos | Norte: Guarrate             | Nordeste: Fuentelapeña |
| Oeste: Villamor de los Escuderos    |                             | Este: Villaescusa      |
| Suroeste: Aldeanueva de Figueroa    | Sur: Aldeanueva de Figueroa | Sureste: Villaescusa   |

### Hidrografía
Junto a Fuentesaúco fluye el arroyo de San Pedro, que pasa junto al núcleo urbano en su parte oeste y acaba desembocando en el río Guareña cerca de La Bóveda de Toro.

## Historia

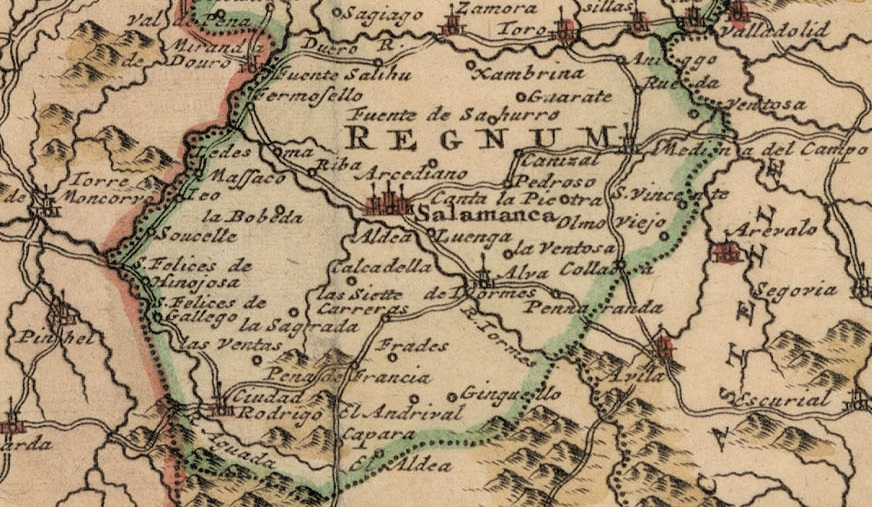
Detalle del mapa Nouvelle Carte d'Asturie, Galice et Leon, de principios del, en que se puede observar Fuentesaúco

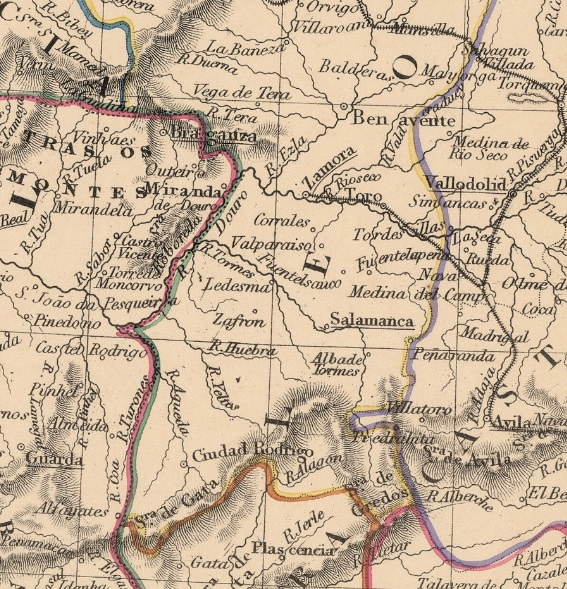
Detalle del mapa Spain and Portugal in provinces, realizado en 1838 por J. & C. Walker, en el que se pueden observar Fuentesaúco

### Época romana
Fuentesaúco cuenta con varios yacimientos documentados en su término municipal, como son «Carrelinares» con restos de asociados a la época romana altoimperial, la «Tierra de la Sepultura»  de adscripción cultural tardorromana y visigoda; y la «Casa del Pastor» con restos visigodos.

### Edad Media
La primera noticia histórica escrita que se conserva relativa a la actual localidad de Fuentesaúco es un documento de 1128 en el que el rey de León Alfonso VII y su esposa Berenguela donaron el coto redondo del mismo nombre al obispo de Zamora Bernard de Périgord. Pocos años después, en 1133, dicho obispo otorgaba el derecho de fuero a sus habitantes, popvlatores de Fonte de Savvgo, hecho del cual se deduce que en dicha fecha ya debía existir un conjunto humano significativo. Con el fin de favorecer la atracción de mayor número de gentes para reforzar su repoblación, Alfonso IX de León otorgó en 1224 un documento de exención de todo pecho a los nuevos pobladores que se asentasen en Fuentesaúco.

### Edad Moderna
Durante la Edad Moderna Fuentesaúco fue una de las localidades integradas en la provincia de Toro, dependiendo de dicha ciudad para el voto en Cortes. Por otro lado, en lo eclesiástico Fuentesaúco constituía la cabecera de un arciprestazgo desde 1499. Posteriormente, en 1597, la villa de Fuentesaúco fue comprada por Pedro de Deza, a quien le otorgó el Condado de la Fuente del Saúco el rey Felipe III de España en 1612, el cual inicialmente fue regido desde el palacio que estos condes poseían en Toro.

### Edad Contemporánea
Ya en la Edad Contemporánea, Fuentesaúco quedó adscrito mediante la división provincial de 1833, a la provincia de Zamora, dentro de la Región Leonesa, la cual, como todas las regiones españolas de la época, carecía de competencias administrativas. En 1834 se constituyó como cabecera de partido judicial, hecho que se prolongó hasta 1983, cuando fue suprimido el mismo e integrado en el partido judicial de Zamora.
Tras la constitución de 1978, Fuentesaúco pasó a formar parte en 1983 de la comunidad autónoma de Castilla y León, en tanto  municipio integrado en la provincia de Zamora.

## Demografía
Fuentesaúco cuenta con una población de 1606 habitantes (INE 2024).

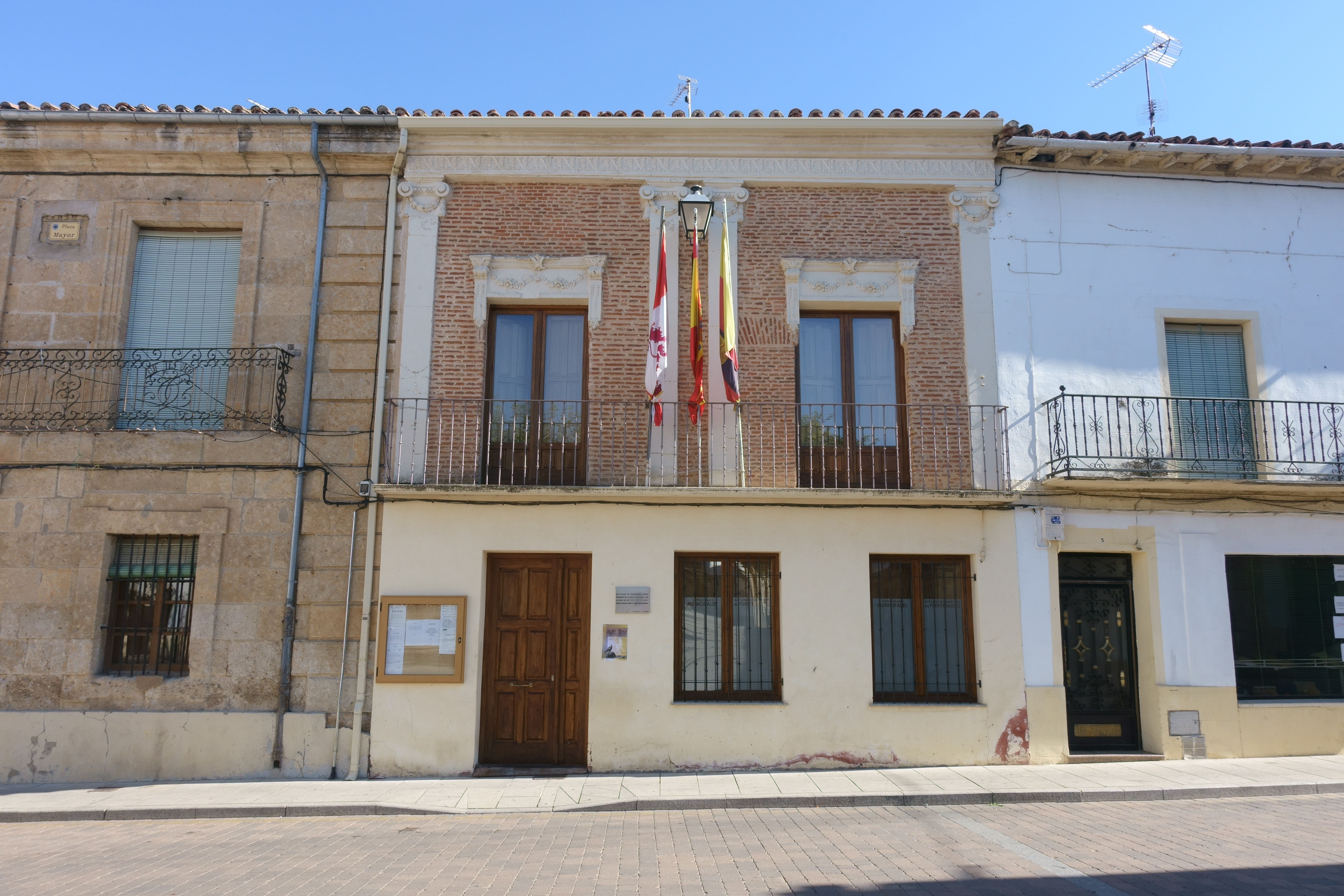
Casa consistorial

| Gráfica de evolución demográfica de Fuentesaúco entre 1842 y 2021                                                                                                 |
| |
| Población de derecho según los censos de población del INE Población de hecho según los censos de población del INEEn este censo se denominaba Fuente Saúco: 1842 |

### Economía

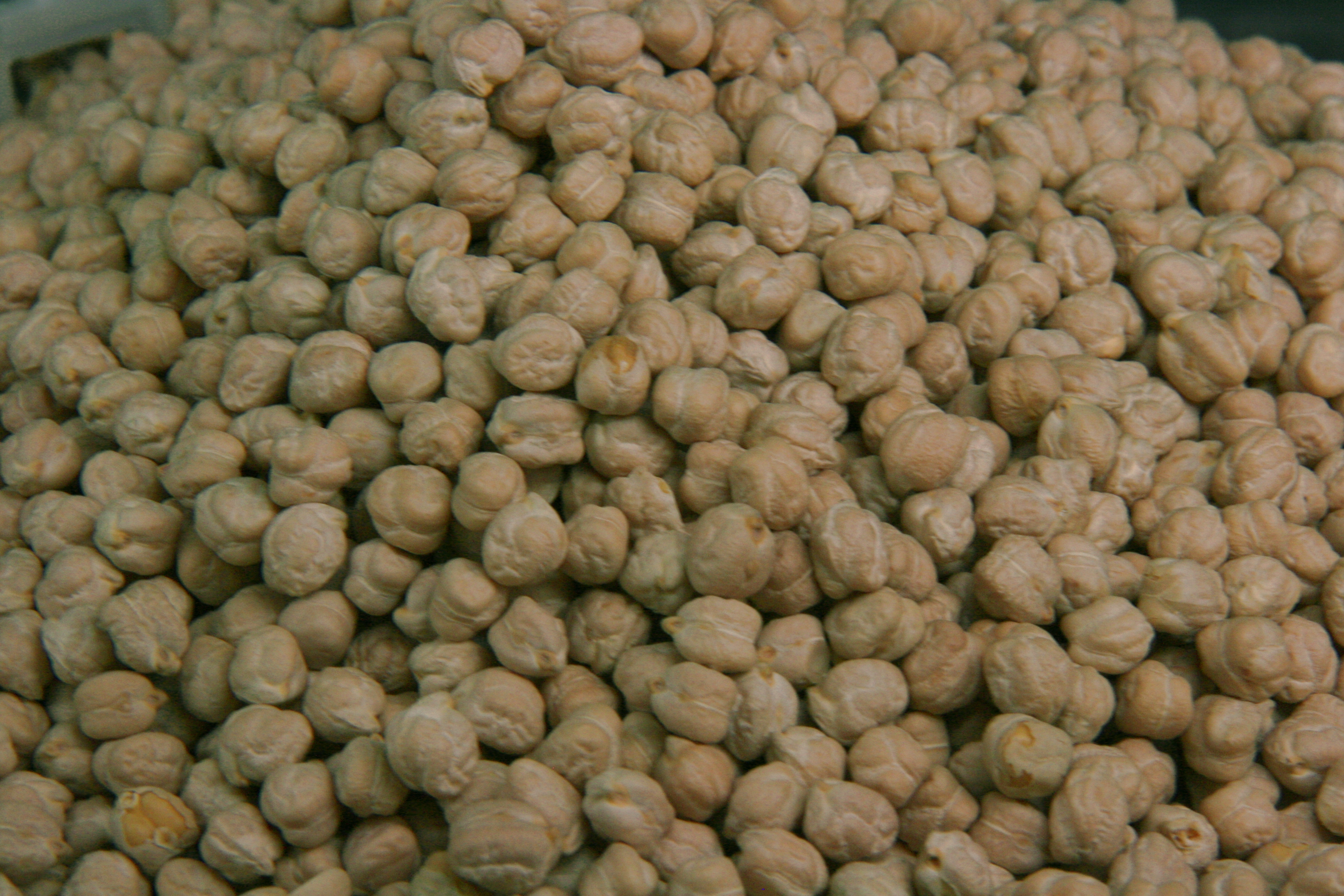
Garbanzo de Fuentesaúco

La economía de Fuentesaúco está dominada principalmente por el sector primario, en gran medida por la agricultura y en la ganadería, dando lugar a la existencia de ciertas empresas de la industria agroalimentaria, centradas en la transformación de productos cárnicos y lácteos.
La agricultura de la zona, principalmente, es extensiva basada en los cultivos de secano, sobre todo cereales, aunque también es importante la cantidad de suelo dedicada al regadío. También hay que destacar los garbanzos, agrupados en la denominación de origen Garbanzo de Fuentesaúco, así como el cultivo del espárrago, de más reciente introducción. Es tal el arraigo de los garbanzos a esta tierra zamorana, que es conocido por todos el dicho que acompaña al pueblo, que no es otro que el de «el buen garbanzo y el buen ladrón de Fuentesaúco son».
La ganadería está dominada por instalaciones intensivas en los sectores lácteo y porcino.

### Transporte y comunicaciones

#### Carreteras
Fuentesaúco constituye uno de los principales ejes en las comunicaciones del sur de la provincia zamorana, la carretera autonómica CL-605 que une Zamora con Segovia recorre la villa en forma de variante por sus extremos sur, este y oeste, completando una especie de ronda de circunvalación de la localidad. Además esta vía de comunicación conecta directamente a la villa saucana con la autovía de Castilla que permite ir desde Burgos hasta la frontera portuguesa y la N-620 en Cañizal, a 12 km, conectando así Fuentesaúco con Valladolid (a 90 kilómetros), además de ser la ruta natural hacia el País Vasco y Francia.
Otra importante carretera que atraviesa la localidad es la ZA-605, que conecta Fuentesaúco con Toro en dirección norte y con Salamanca hacia el sur, y que encuentra en Fuentesaúco su punto medio entre estas dos ciudades. Por último estaría la carretera provincial ZA-602, que se extiende en dirección oeste hasta El Cubo del Vino, donde conecta con la carretera nacional N-630 que une Gijón con Sevilla así como con la autovía Ruta de la Plata, de igual recorrido que la anterior y que constituye el principal eje de transportes del oeste del país.

#### Transporte público
En cuanto al transporte público se refiere, tras el cierre del Ferrocarril Ruta de la Plata, que pasaba por el cercano municipio de El Cubo y tenía parada en el mismo, no existen servicios de tren en el municipio ni en los vecinos, siendo la estación más cercana la de Salamanca, si bien en la de Zamora, poco más lejana, existen servicios de alta velocidad. 
Existen además dos líneas regulares con servicios de autobús que unen la localidad con Zamora y Salamanca con varias frecuencias diarias. Por otro lado el aeropuerto de Salamanca es el más cercano, estando a unos 40 km de distancia.

## Símbolos
Escudo
Escudo de plata, un águila exployada de sable y picada de gules, superada de una corona real cerrada y a cada lado de ésta un estandarte de gules y plata astado de oro.
Bandera
Cuadrado, bandada vertical de amarillo, rojo, negro, rojo y amarillo. El negro representando al águila, el rojo sus picos y garras y el amarillo al esmalte del campo del escudo. El asta terminada en su extremo superior por una Corona Real de España o por un pomo. Sobre la superfecie del Estandarte irá el Escudo de Armas del Municipio.
Fecha del Boletín: 30-04-1992 N.º Boletín: 82 / 1992.

## Administración y política

### Gobierno municipal
| Periodo   | Nombre                     | Partido | Partido                                  |
| --------- | -------------------------- | ------- | ---------------------------------------- |
| 1979-1987 | Alejandro González del Río |         | Independiente                            |
| 1987-1992 | Alejandro González del Río |         | Alianza Popular (AP)                     |
| 1991-1992 | Alejandro González del Río |         | Partido Popular (PP)                     |
| 1992-1993 | Fidel Moríñigo Arauso      |         | Partido Popular (PP)                     |
| 1993-1995 | Primo Hernández García     |         | Partido Popular (PP)                     |
| 1995-2003 | Tomás Tejero Rodríguez     |         | Partido Socialista Obrero Español (PSOE) |
| 2003-2011 | Jaime Vega González        |         | Partido Popular (PP)                     |
| 2011-2019 | Gaspar Corrales Tabera     |         | Partido Popular (PP)                     |
| 2019-2023 | Eduardo Folgado Becerra    |         | Partido Socialista Obrero Español (PSOE) |
| 2023-2023 | José Mª Ramos Pérez        |         | No adscrito                              |

| Partido político                         | 2023  | 2023  | 2023       | 2019  | 2019  | 2019       | 2015  | 2015  | 2015       | 2011  | 2011  | 2011       | 2007  | 2007  | 2007       | 2003  | 2003  | 2003       |
| Partido político                         | %     | Votos | Concejales | %     | Votos | Concejales | %     | Votos | Concejales | %     | Votos | Concejales | %     | Votos | Concejales | %     | Votos | Concejales |
| Partido Popular (PP)                     | 41,13 | 399   | 4          | 42,93 | 456   | 4          | 46,91 | 523   | 5          | 43,84 | 530   | 4          | 49,48 | 622   | 5          | 42,56 | 552   | 4          |
| Zamora Sí (ZSi)                          | 33,71 | 327   | 3          | —     | —     | —          | —     | —     | —          | —     | —     | —          | —     | —     | —          | —     | —     | —          |
| Partido Socialista Obrero Español (PSOE) | 24,53 | 238   | 2          | 42,27 | 449   | 4          | 31,84 | 355   | 3          | 32,09 | 388   | 3          | 36,99 | 465   | 3          | 45,26 | 587   | 4          |
| Ciudadanos (CS)                          | —     | —     | —          | 14,03 | 149   | 1          | 15,52 | 173   | 1          | —     | —     | —          | —     | —     | —          | —     | —     | —          |
| Izquierda Unida (IU)                     | —     | —     | —          | —     | —     | —          | 4,75  | 53    | 0          | 8,85  | 107   | 1          | —     | —     | —          | —     | —     | —          |
| Unión del Pueblo Leonés (UPL)            | —     | —     | —          | —     | —     | —          | —     | —     | —          | —     | —     | —          | 10,98 | 138   | 1          | —     | —     | —          |
| Unión Centrista Liberal (UCL)            | —     | —     | —          | —     | —     | —          | —     | —     | —          | 13,81 | 167   | 1          | —     | —     | —          | 9,48  | 123   | 1          |

#### Evolución de la deuda viva municipal
El concepto de deuda viva contempla solo las deudas con cajas y bancos relativas a créditos financieros, valores de renta fija y préstamos o créditos transferidos a terceros, excluyéndose, por tanto, la deuda comercial.
| Gráfica de evolución de la deuda viva del Ayuntamiento entre 2008 y 2023                              |
| |
| Deuda viva del Ayuntamiento de Fuentesaúco, en miles de euros, según datos del Ministerio de Hacienda |

## Cultura

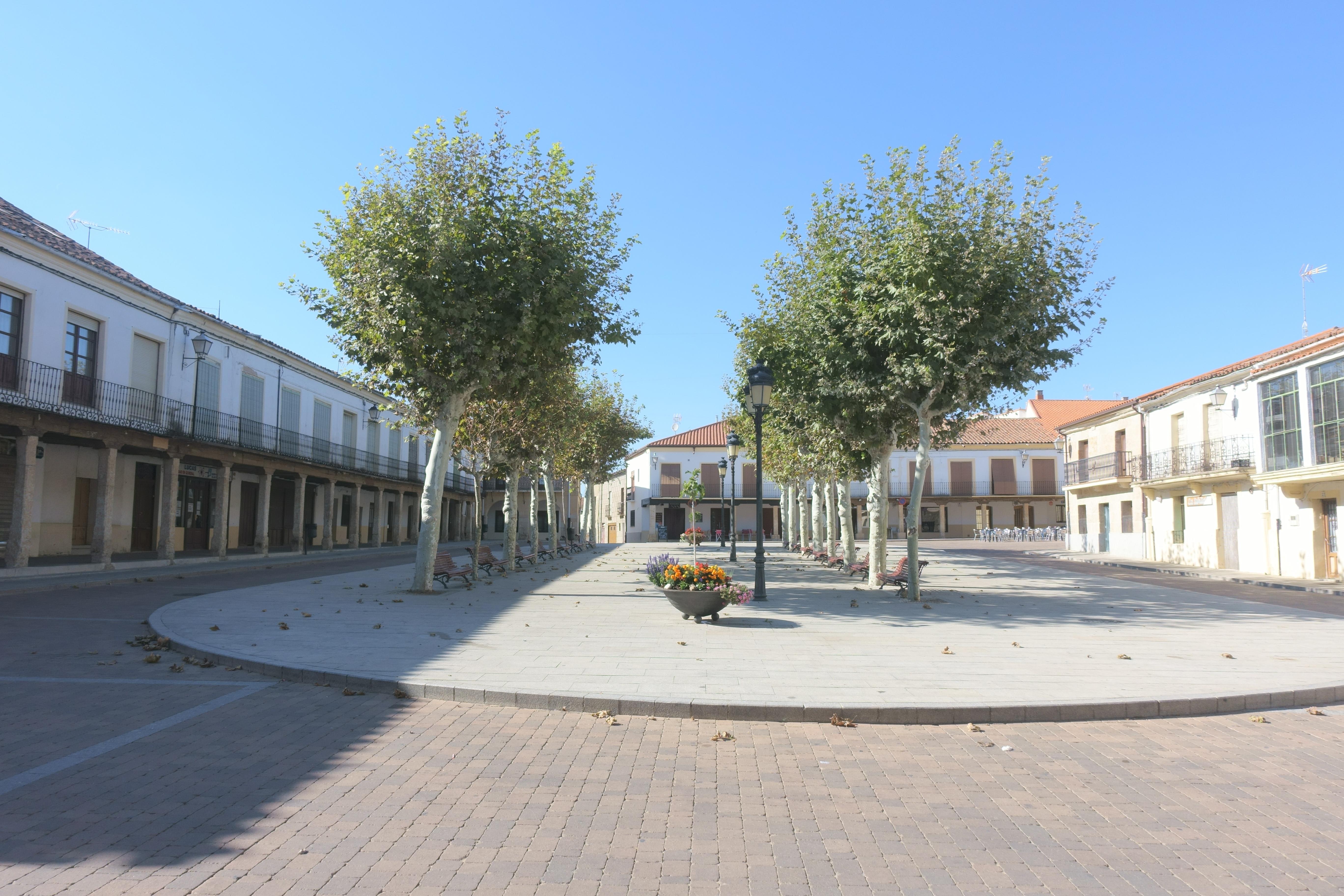
Plaza Mayor

### Patrimonio

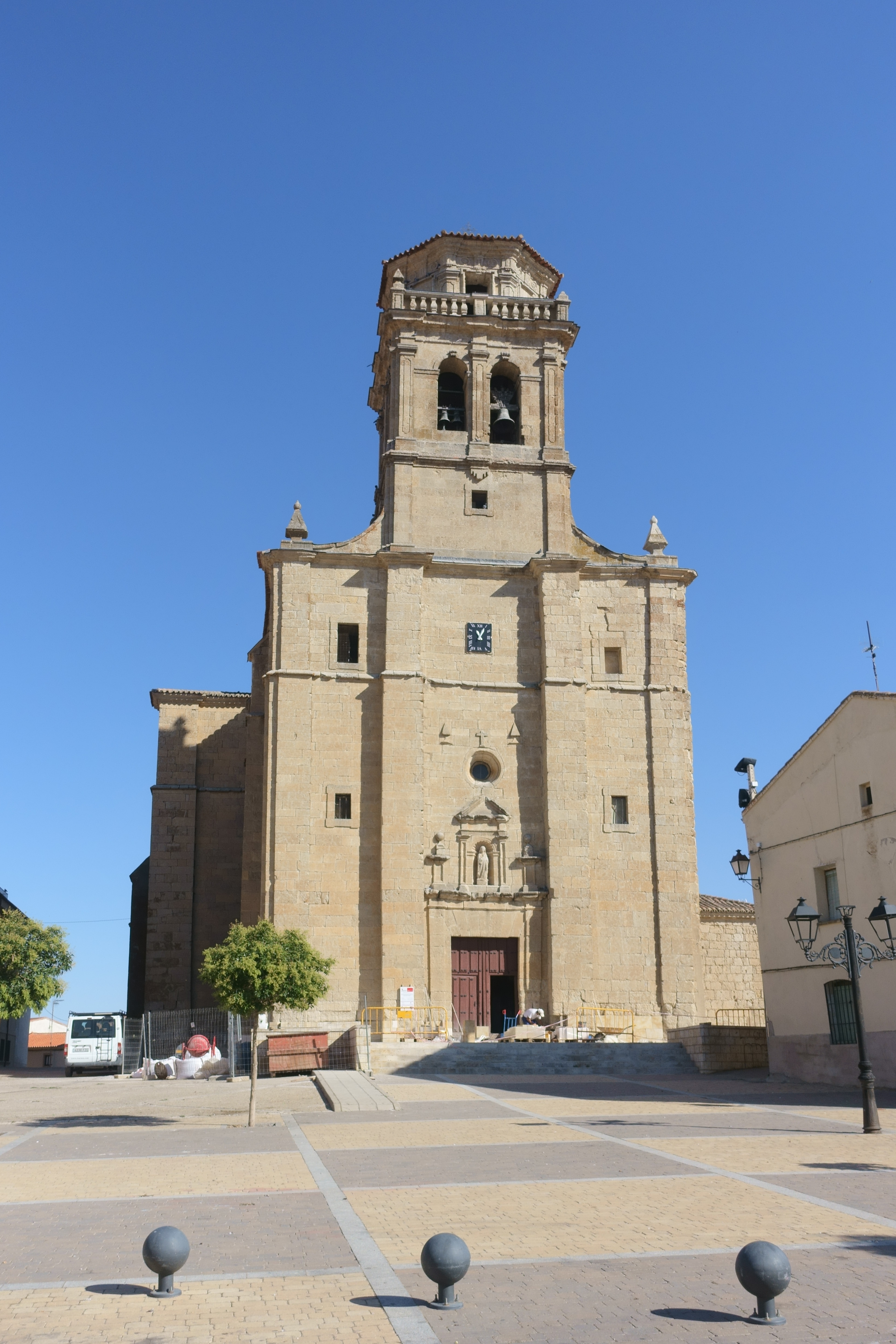
Iglesia de Santa María del Castillo

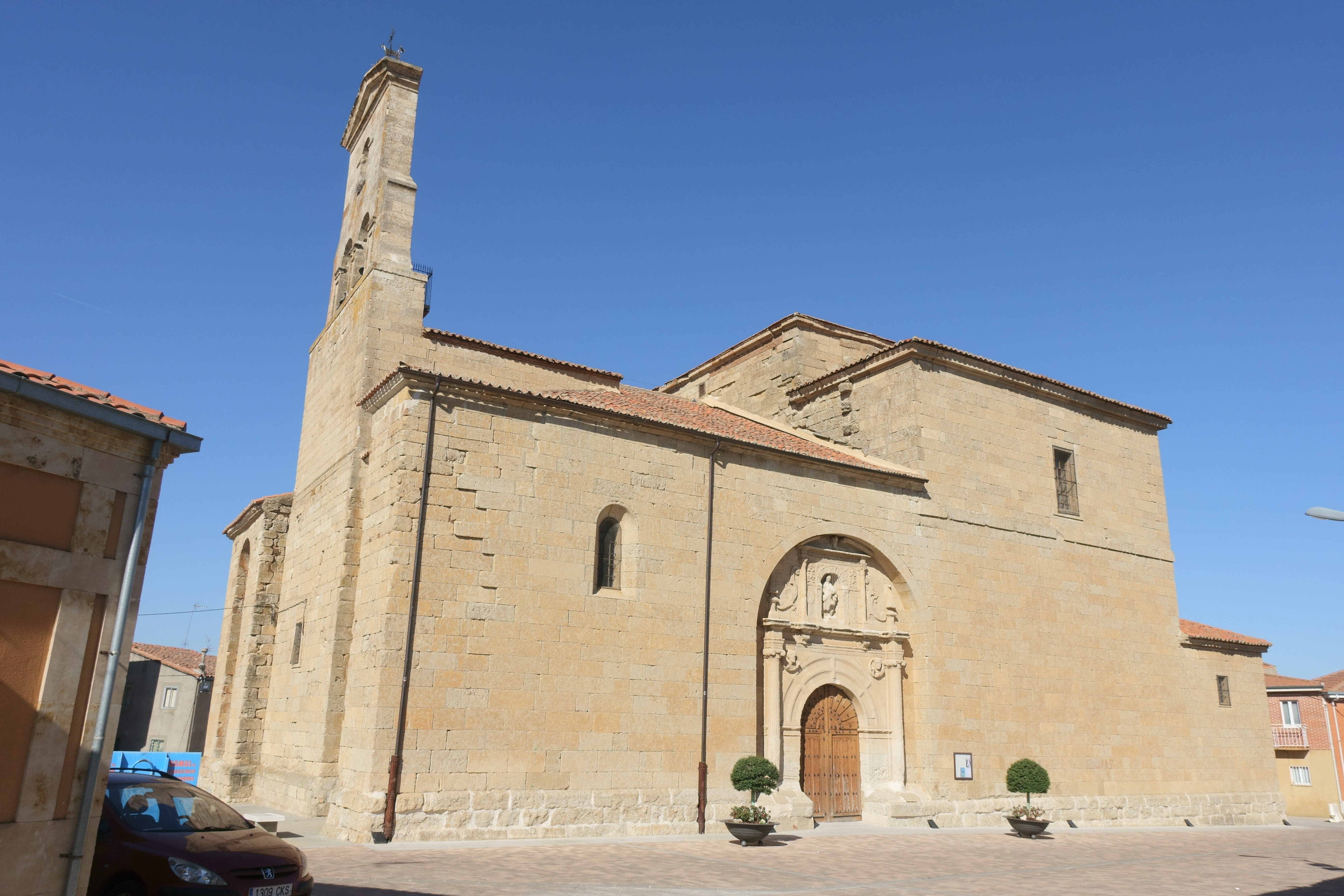
Iglesia de San Juan Bautista

Entre sus monumentos religiosos figuran:
- Iglesia parroquial de Santa María del Castillo: un gran templo del siglo XVI, declarada B.I.C en 1973.[24]
- Iglesia de San Juan Bautista: que data del siglo XVII.
- Ermita de Los Dolores
- Ermita de la Virgen de la Antigua: acoge la talla religiosa de la patrona de la villa, la Virgen de la Antigua.

### Fiestas
La fiesta más popular es la de La Visitación, celebrada el primer fin de semana de julio. Su origen se remonta a hace más de 400 años y en ella tienen lugar los tradicionales espantes, espectáculo taurino en el que participan toros, caballos, espantadores y encerradores, junto con el numeroso público congregado en el prado de La Reguera. Atendiendo a la ordenanza municipal reguladora de festejos taurinos populares, cabe señalar que su origen se remonta al 17 de junio de 1596, tras un intento de unificar las festividades religiosas de las dos feligresías existentes en aquel entonces, las cuales dividían la villa. De esta forma, las dos partes del municipio, San Juan y Santa María se unían proclamando la festividad: La Visitación de Nuestra Señora a su prima Santa Isabel. De esta forma, se conseguía aunar a las figuras de San Juan, mediante su madre, Santa Isabel, y a Santa María. Es cierto que en sus comienzos estas festividades tenían un alto contenido religioso, al que no tardó en sumarse el componente taurino, pues es aquí donde nacen los  Espantes de Fuentesaúco. Los conocidos Espantes, nacieron como un acto de enfrentamiento social, relativo a los distintos niveles socioeconómicos de la localidad. Los ganaderos o poseedores de caballos de la época, se encargaban de traer a los toros y cabestro desde la finca para encerrarlos en los corrales del pueblo, con el objetivo de ser toreados por la tarde en la plaza de toros. El pueblo llano que no podía disfrutar de esos festejos taurinos en la plaza, motivado por el sentimiento sociocultural y de divertimento, esperaba a las reses en la entrada del pueblo con el fin de «espantar» a la manada conducida por lo caballistas, obligándoles a reunir de nuevo la manada y volver a intentar encerrarla por las calles del pueblo. De esta forma, cabe señalar que Los Espantes, se basan en el desafío existente entre los que participan a pie y los que participan a caballo, de forma que los jinetes quieren sacar del Prado de la Reguera la manada de toros, mientras que los encerradores de a pie impiden el paso de los astados, de ahí su nombre. Actualmente, y para continuar con la tradición, se realizan tres espantes cada día antes de encerrarlos en los corrales situados dentro del pueblo. Junto a los espantes, también se celebran otros festejos taurinos en La Visitación, como son los encierros de calle y los festejos de plaza. Cabe señalar la diferenciación de las partes dentro del encierro mixto compuesto por primeramente el encierro de prado (espantes y subida) y en segundo lugar el encierro de calle.
La Feria de Los Santos es otra de las tradicionales fiestas saucanas. Su origen es también incierto, aunque debió alcanzar una amplia notoriedad tras reconocerse su oficialidad con una orden real de Carlos III del año 1776. Desde entonces, fue celebrada todos los martes y los seis primeros días de noviembre. Su origen fue sin duda una feria agroalimentaria, antaño denominada Feria del Ajo y que hoy se ha convertido en un punto de encuentro y exposición de productos de la tierra.
De renombre es también la Semana Santa de Fuentesaúco, una de las más populosas de la provincia de Zamora. Aún conserva en nuestros días su austera pureza y el amplio respaldo de los saucanos a través de sus cinco cofradías como son: Cofradía del Ecce Homo, Hermandad de Jesús Nazareno, Cofradía del Cristo de la Agonía (Cofradía del Silencio), Cofradía del Santo Entierro y Cofradía de la Virgen de la Soledad. Cuenta con un buen número de procesiones, en los que participan pasos de valiosa imaginería religiosa, firmados por reputados escultores como Juan de Montejo, entre otros.
Los Quintos que, a pesar de haber desaparecido la mili, sigue siendo un acontecimiento popular promovido por los jóvenes de la villa que entran en quintas. Tres son las principales festividades, en la que la quinta entera para ser diferenciado, se vestirá con un mono del color escogido por lo quintos, ya son muchos los colores utilizados (amarillo, azul, verde, rojo...). La primera coincide con la entrada en quintas de los jóvenes saucanos, la denominada fiesta de la enramada, que tiene lugar en febrero. Consiste en la colocación, a lo largo de la madrugada, de enramadas en los balcones y puertas de las quintas, mientras estas señalan las puertas de las casas de los quintos varones con paja principalmente. La segunda fecha es la subida del mayo en la noche del 1 de mayo, llevada a cabo por los quintos con ayuda del resto del pueblo de forma manual con ayuda de tres sogas. La tercera y última es la fiesta de la caza donde los quintos van a cazar junto al resto del pueblo y en la que se despiden de su año de quintos cenando con los quintos del año siguiente, cediéndoles así el testigo.
Muy celebradas, y de rancia tradición, son también Las Águedas. Durante esta festividad, la villa cuenta con una nutrida cofradía, en la que sus componentes se visten con sus mejores galas para la particular procesión y posterior pasacalles.
En los últimos años ha adquirido notable auge la festividad del Saucano Ausente. Celebración del mes de agosto consistente en una romería popular y festiva que congrega a los saucanos en el paraje de El Cuáiz, para compartir una tarde de merienda y de verbena campestre. Se ha convertido en una jornada en la que los saucanos aúnan sus vínculos, tanto los que residen en la villa como aquellos que tuvieron que emigrar a otros lugares de la geografía.